# Basket Landes
Basket Landes is een damesbasketbalteam uit Mont-de-Marsan, Frankrijk dat uitkomt in FIBA’s EuroLeague Women en sinds 2008 in de Franse Ligue féminine de basketball.
De club werd in 2003 opgericht onder de naam Entente féminine club basket Landes (EFCBL) en nam de sportrechten van Eyres Fargues Coudures basket (EFCB) over. In 2008 trad Basket Landes toe tot de Franse Ligue féminine de basket. De club werd in 2 keer Frans landskampioen en won de Coupe de France 2 keer.

## Erelijst
- Landskampioenschap Frankrijk (2):

Winnaar: 2021, 2025
Tweede: 2024
- Coupe de France (2):

2022, 2023
2024 (Runner-up)
- Match des champions (1):

2023
2021, 2022 (Runner-up)